# Staying Power
|  | Denne artikel er oprettet af botten PalnaBot ud fra en ekstern database. Den kan derfor have sproglige fejl eller mangler. Denne skabelon kan fjernes efter kontrol af indholdet. |

Staying Power er en film instrueret af Norbert Payne.

## Handling
Hvorfor kommer nogle goder idéer dødfødte til verden, imens dårlige idéer tit overlever i århundreder? Den irske alternative filosof, Gillies MacBain, giver et humoristisk og samtidigt alvorligt svar på dette spørgsmål.